# Vauxhall Motors
Vauxhall Motors je anglický výrobce aut. Jeho současné modely jsou automobily Opel s volantem na pravé straně. Mezi roky 1925 a 2017 byl součástí koncernu General Motors, mezi 2017 a 2021 součástí skupiny Groupe PSA a od 2021 koncernu Stellantis.

## Historie
Alexander Wilson založil společnost ve Vauxhall, Londýn roku 1857. Původní společnost Alex Wilson and Company a potom Vauxhall Iron Works vyráběla čerpadla a lodní motory. V roce 1903 sestavili první auto (se sílou pěti koní, dvěma převody a žádnou zpátečkou). Roku 1905 firma přesídlila do Lutonu, aby se mohla snadněji rozšiřovat. Společnost pokračovala pod jménem Vauxhall Iron Works do roku 1907, kdy byl přijat název Vauxhall Motors. Byla charakteristická sportovními modely, ale po první světové válce začala s prostšími produkty.

## Původ jména a loga
Logo s gryfem, které se stále používá, je odvozeno z erbu Faulke de Breaute, žoldnéřského vojáka, který v 13. století sloužil Janu Bezzemkovi. Dům, který postavil, Fulk's Hall, byl tehdy známý jako Vauxhall. Emblém byl původně hranatý, nyní je ale kulatý.

## Seznam vozidel

### Osobní automobily
- 10-4 (1937–1947)
- 12-4 (1937–1946)
- 14-6 (1939–1948)
- 14 and 14/40 (1922–1927)
- 20/60 (1927–1930)
- 23/60 (1922–1926)
- 25 (1937–1940)
- 25/70 (1926–1928)
- 30/98 E-type (1913–1922)
- A-type (1911–1914)
- B-type (1911–1914)
- C-type „Prince Henry“ (1911–1913)
- D-type (1912–1922)
- Agila (2000–2014)
- Albany
- Belmont (1986–1991)
- Cadet (1931–1933)
- Calibra (1990–1997)
- Carlton (1978–1994)
- Cavalier (1975–1995)
- Chevette (1975–1984)
- Cresta (1954–1972)
- Envoy (1960–1970)
- Epic (1963–1970)
- Equus (koncept 1978)
- Firenza (1970–1975)
- Frontera (1991–2004)
- Magnum (1973–1978)
- Monaro (2001–2005)
- Monterey (1994–1999)
- Nova (1983–1993)
- Omega (1994–2003)
- Royale (1978–1986)
- Senator (1978–1994)
- Signum (2003–2008)
- Silver Aero (koncept 1983)
- Silver Bullet (koncept 1976)
- Six (1933–1938)
- SRV (koncept 1970)
- T and T80 (1930–1932)
- Tigra (1994–2009)
- Vectra (1995–2008)
- Velox (1948–1965)
- Ventora (1968–1972)
- Viceroy (1978–1982)
- Victor (1957–1972)
- Viscount (1966–1972)
- Viva (1963–1979)
- VX220 (2001–2005)
- VX4/90 (1961–1972)
- VX Lightning
- Wyvern (1948–1957)
- Vauxhall VXR8 (2009–2017)
- Bedford Beagle (1964–1973)
- Bedford Astramax (1984–1992)
- Bedford Rascal (1986–1993)
- Bedford CF Van
- Bedford Midi
- Bedford Dormobile
- Sintra (1997–1999)
- Arena (1997–2000)
- Viva
- Adam

## Současná nabídka
Následující přehled zahrnuje automobily v nabídce značky v lednu 2021:
- Corsa
- Astra
- Insignia
- Mokka X
- Crossland X
- Grandland X
- Combo
- Movano
- Vivaro

## Fotogalerie

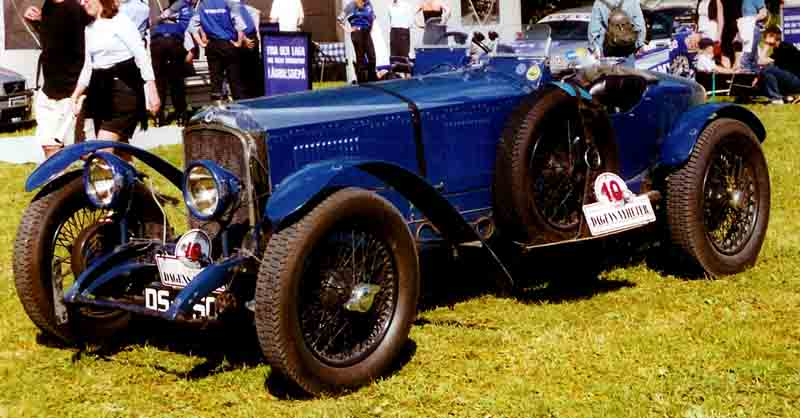
Vauxhall 30/98 Special 1923
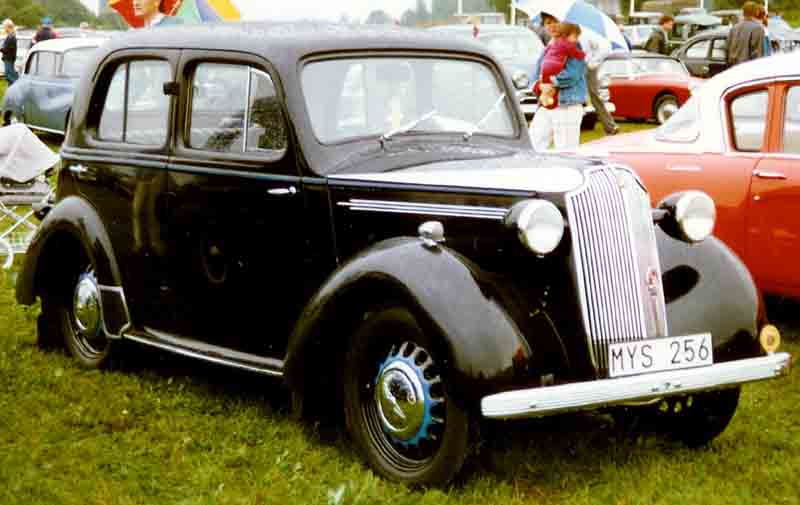
Vauxhall Ten 4-Door Saloon 1938
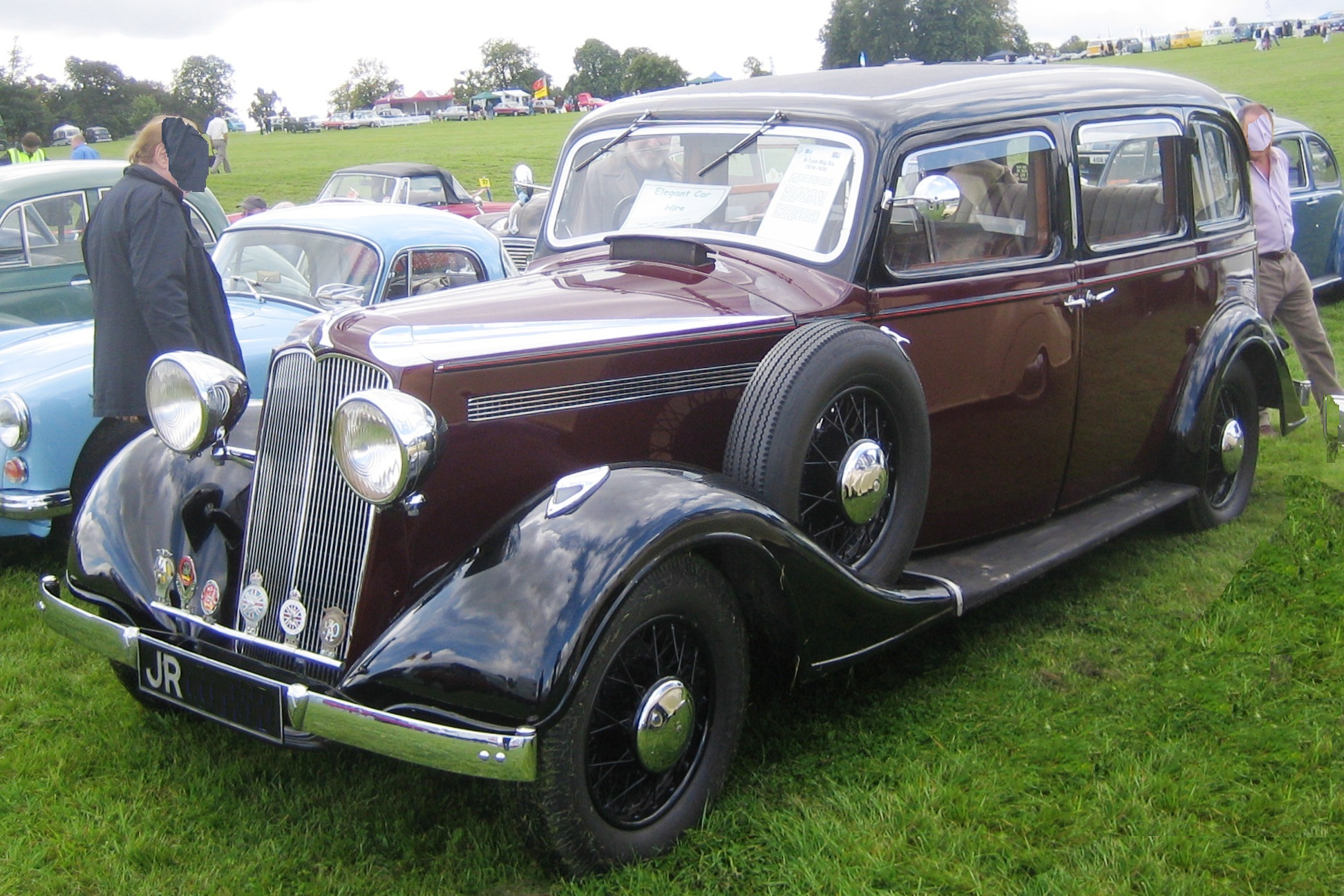
Vauxhall Big 6 4-Door Saloon ca. 1939
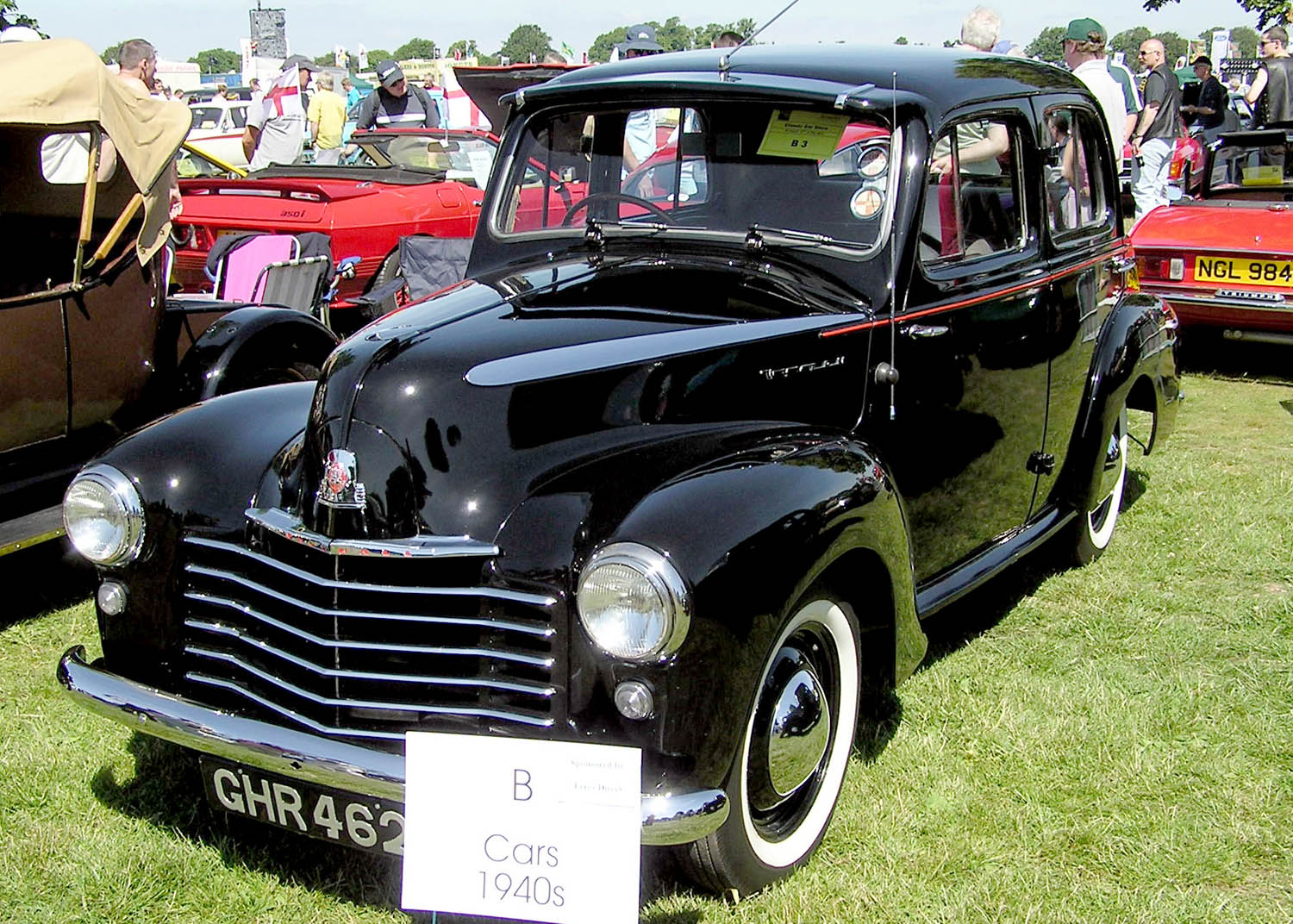
1949 Vauxhall Wyvern (L series)
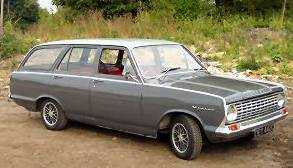
1960 – Vauxhall Victor
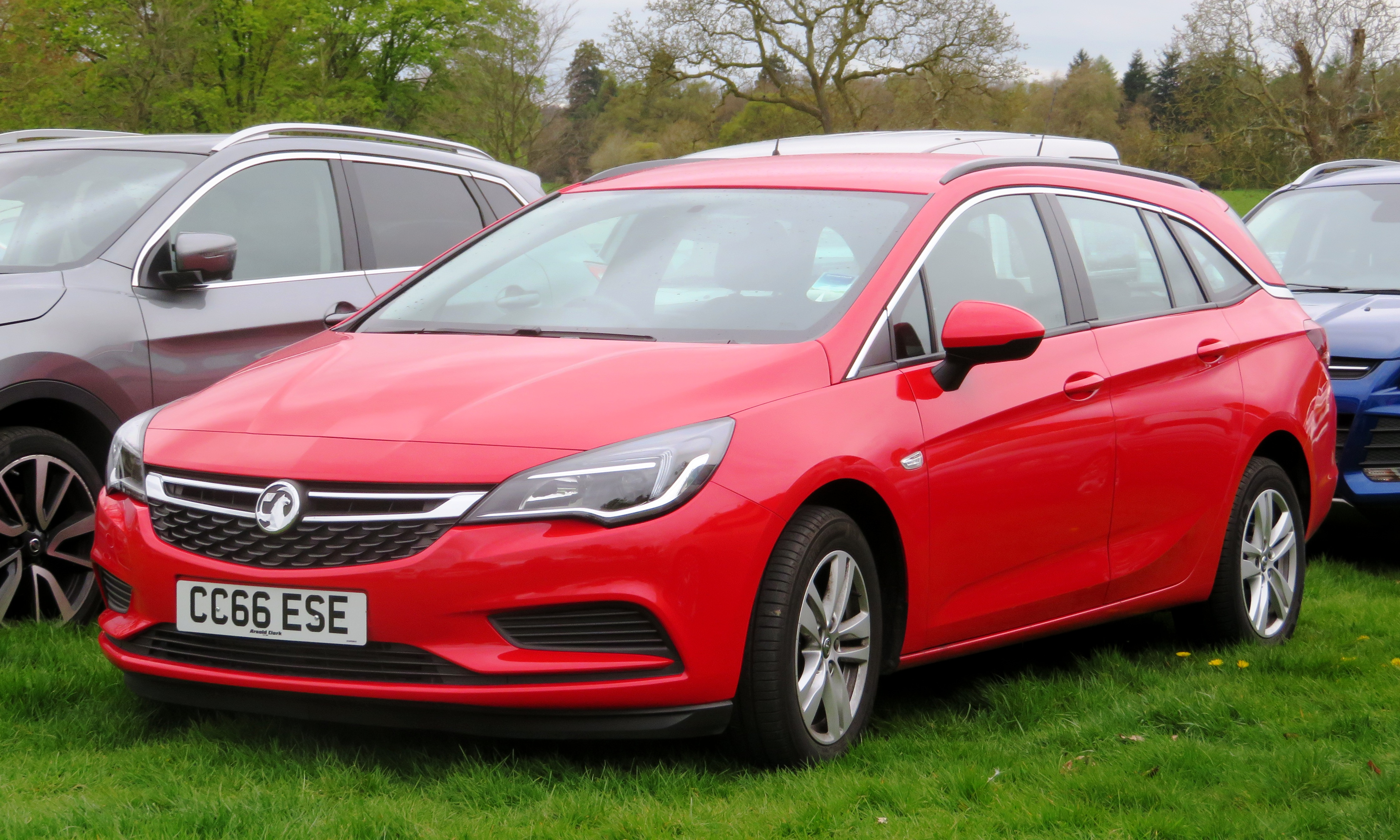
2017 Vauxhall Astra